# Cangkuang (Babakan)
Cangkuang is een bestuurslaag in het regentschap Cirebon van de provincie West-Java, Indonesië. Cangkuang telt 4839 inwoners (volkstelling 2010).